# Franz Leopold Farmacher

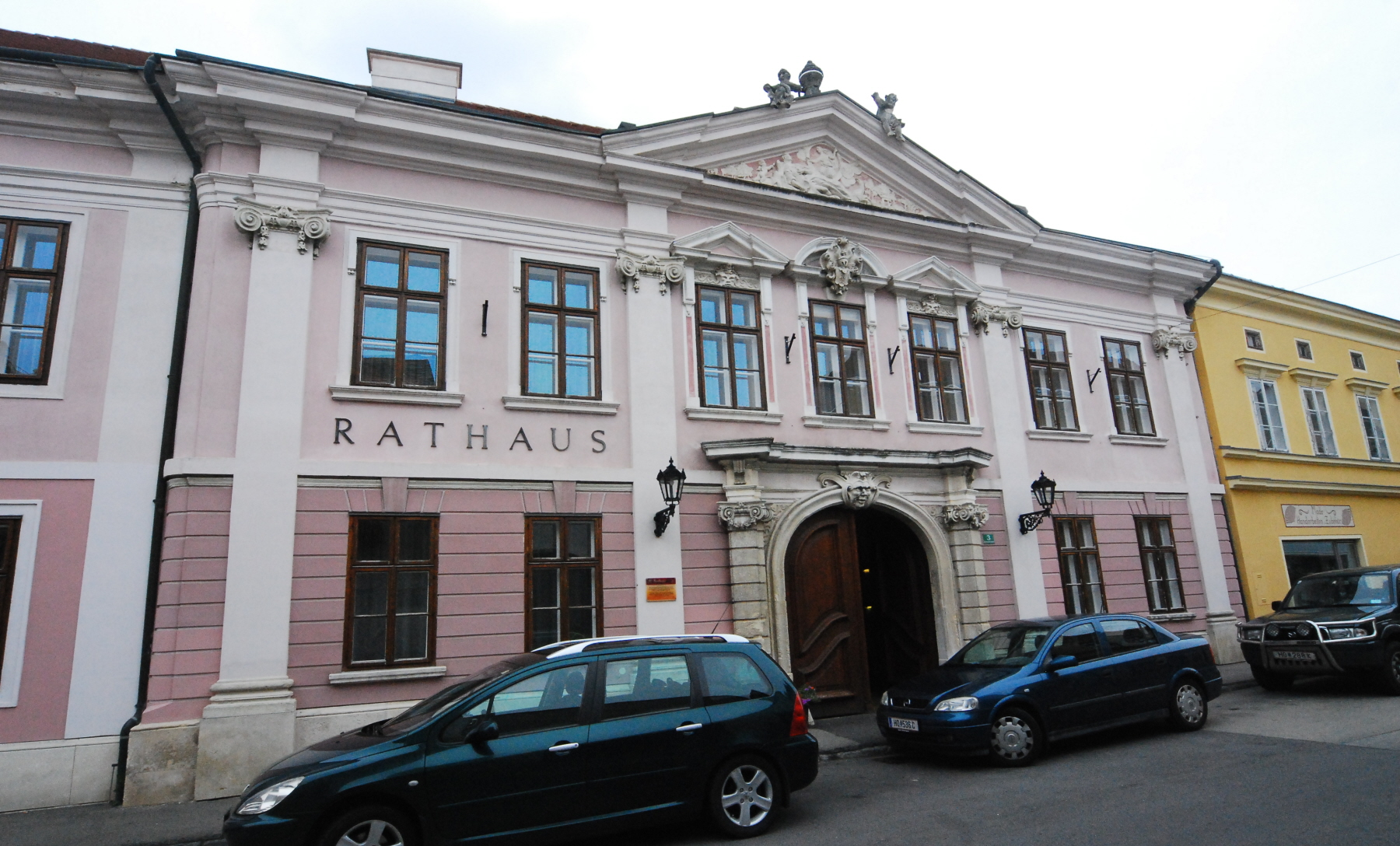
Kremserstraße 3, das Wohnhaus von Farmacher, seit 1957 Rathaus von Eggenburg

Franz Leopold Farmacher (auch Vormacher, Fahrmacher; * 23. Oktober 1697 in Engelsdorf bei Eggenburg, Niederösterreich; † 13. April 1760 in Eggenburg) war ein österreichischer Steinmetzmeister und Bildhauer der Eggenburger Bruderschaft.

## Leben

### Familie
Der Vater Christoph war am 31. Oktober 1715 mit 91 Jahren gestorben. In der Eggenburger Pfarrkirche heiratete am 26. August 1721 Franz Vormacher, Sohn des Christoph Vormacher, einst von Limburg und Frau Barbara, Anna Maria, Tochter des Fleischhackers und Stadtrates in Eggenburg Thomas Wödl und Frau Helena.
- Anmerkung: Auch der damalige Witwer und Steinmetzmeister Johann Gallus Hügel hatte 1709 die Tochter Catharina,  des Fleischhackers Thomas Wödl geheiratet. Wödl starb am 1. Mai 1727 mit 74 Jahren.

Franz Leopold starb am 15. April 1760, Witwe Maria Anna ehelichte am 14. Februar 1765 den Leinwandschneidermeister Joseph Arbeitlang von Eggenburg, ein Zeuge war Johann Caspar Högl. Der Name Farmacher endete. Sie starb am 17. Jänner 1787 mit 63 Jahren.

### Wohnhaus in Eggenburg
Das Haus Kremserstraße Nr. 3 war 1695 im Besitze des Vaters Christoph Farmacher, er selbst besaß es von 1723 bis zu seinem Tod 1760. Franz Leopold leitete um die Mitte des Jahrhunderts den Umbau in die gegenwärtige Gestalt. Das Hauptgebäude besteht aus einem Mittelrisalit und zwei Seitenflügeln, Der Mittelrisalit enthält im Erdgeschoß zwischen zwei Pilasterbündeln das rundbogige Hauptportal, dessen Keilsteine als Gesichtsmaske gebildet sind und im ersten Stock drei Fenster, im gesprengten Giebel das Steinmetzzeichen Farmachers.

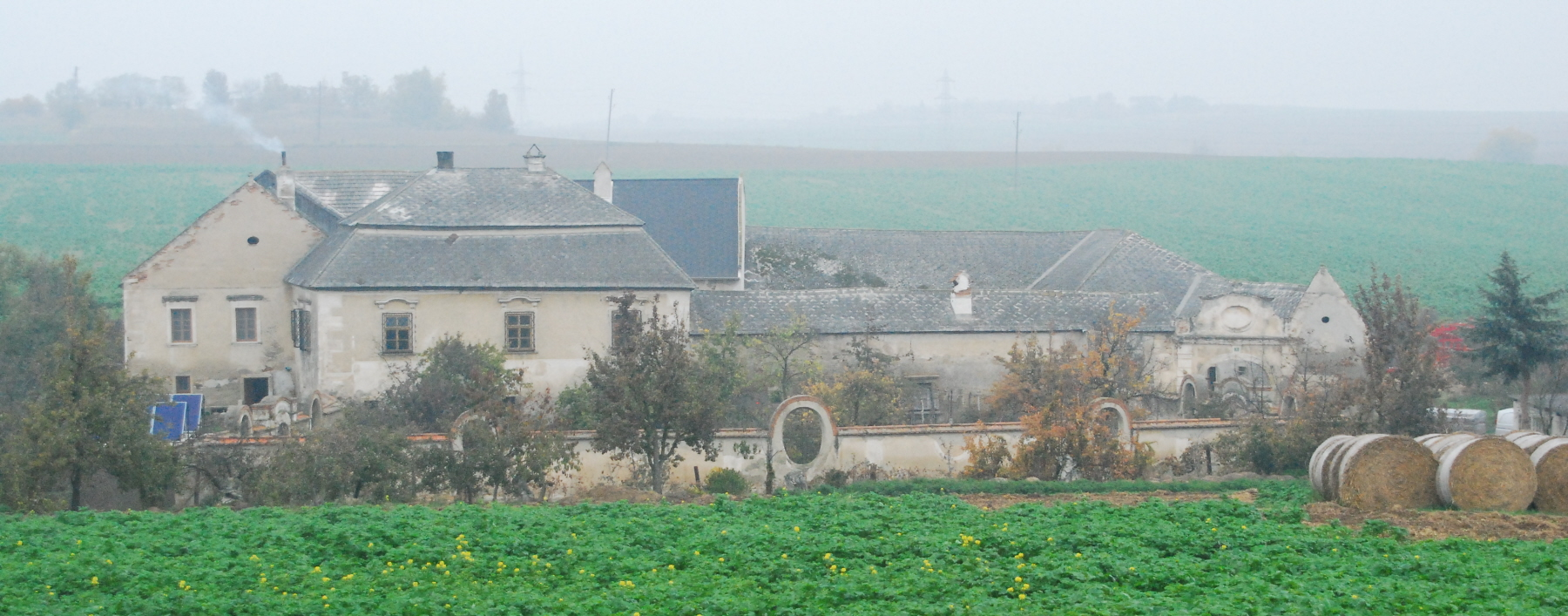
Sog. Vogelsangmühle

#### Vogelsangmühle
Diese Mühle kam 1709 an Propst Johann K. F. A. von Albrechtsburg, der sie in einen Sommersitz umwandelte. Er ließ ihr zahlreiche Verschönerungen zuteilwerden, sodass sie z. B. von Herzog in seiner „Cosmographia“ als Sehenswürdigkeit Eggenburgs beschrieben wurde. Die Mühle wurde nach dem Tod des Propstes († 1730) im Jahre 1734 zwangsweise versteigert. Sie kam an Franz Leopold Farmacher, Steinmetzmeister in Eggenburg. Seit 1799 befindet sich das Anwesen im Besitze der Familie Vogelsang.

### Meister im Eggenburger Steinmetzhandwerk
Im „Aufgeding- und Freysagebuch der Eggenburger Steinmetz-Innung“ sind für die Jahre 1684 bis 1739 die Namen der Meister und der freigesprochenen Gesellen verzeichnet. Einige Beispiele:

„Ist ein Ehrsames Handwerk der Steinmetzen und Maurer beisammen gewest, ist dem Meister Franz Leopold Farmacher zu Eggenburg sein Jung namens Anton Gruber vom Jungenstand zum Gesellen Standt frei gesprochen worden und hat die Gebühr völlig bezahlt 5 fl.“

Weiters Philipp Millner 1733, Anton Arbeitlang 1738, Anton Nader 1739.

## Werke

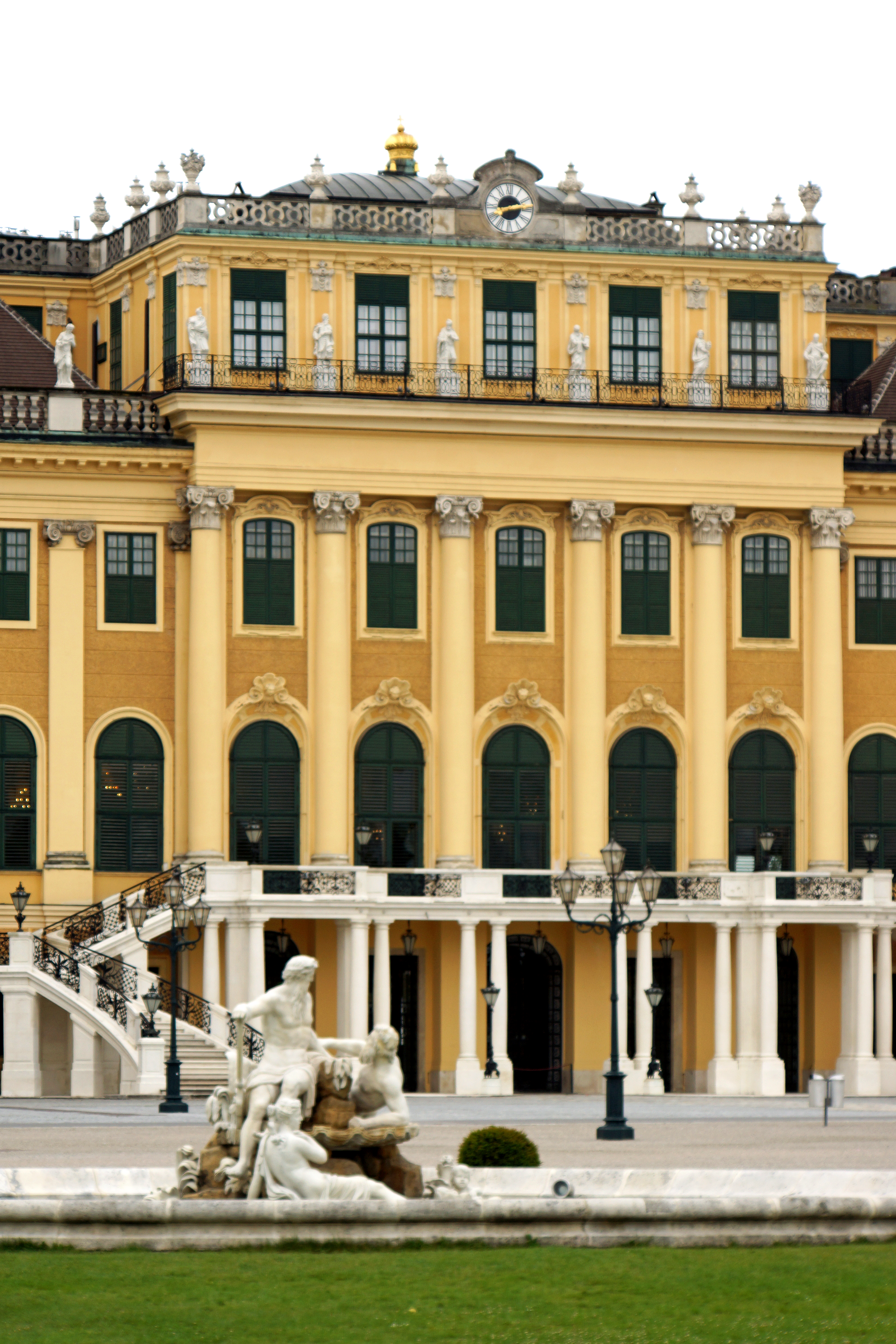
Schloss Schönbrunn Ehrenhof, Farmacher nannte sich nach seinen Arbeiten Königlicher Steinmetzmeister

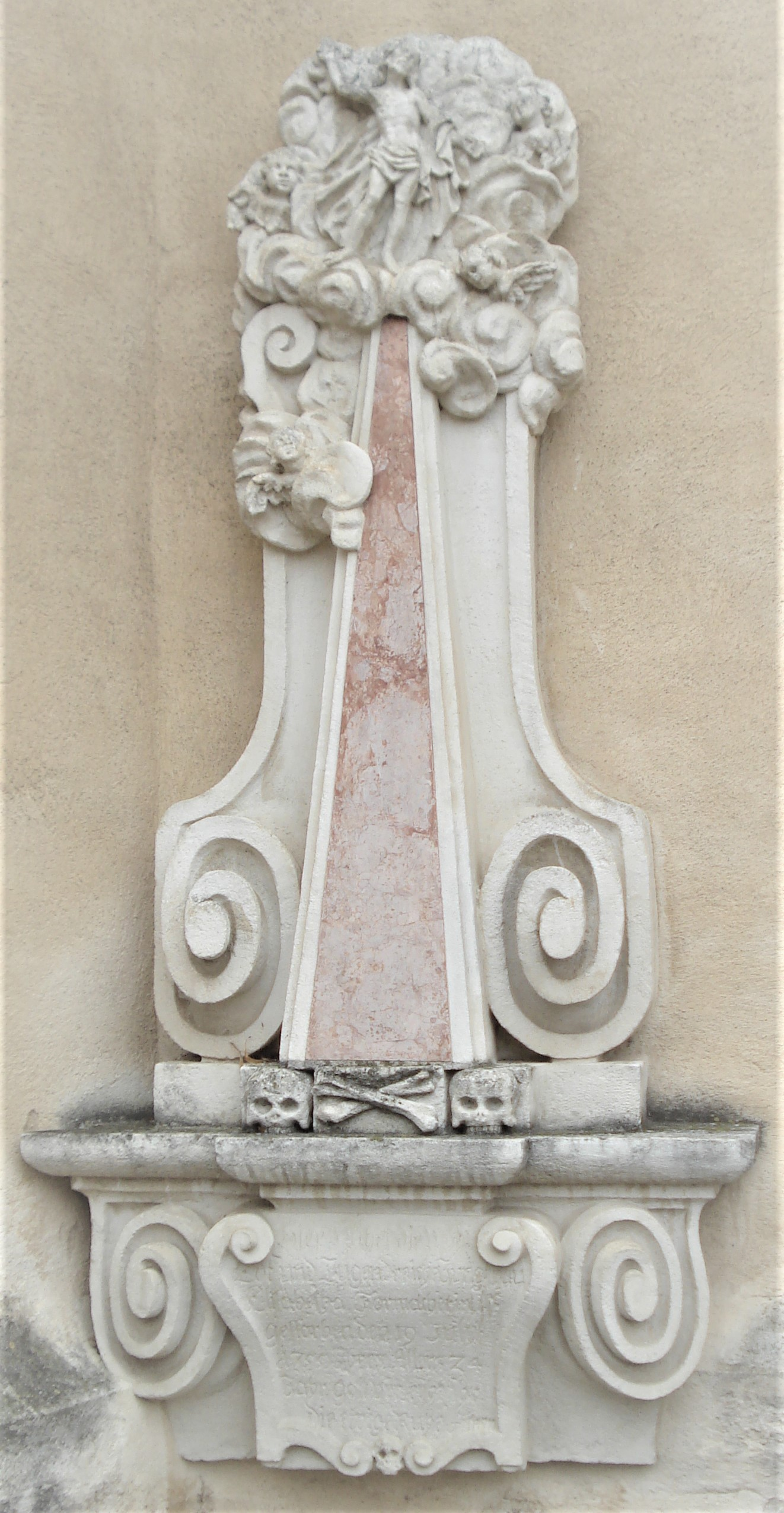
Pfarrkirche Eggenburg Grabmal Franz Leopold Farmacher 13. April 1760, 62 Jahre, und Elisabeth Farmacherin 20. Juli 1755, 26 Jahre alt

### Stift Altenburg
Der Umbau des Stiftes war vor allem das Werk zweier Rokokokünstler, des Architekten Josef Munggenast und des Klosterbildhauers Franz Leopold Farmacher. Er schuf viele der Steinfiguren des Stiftes, einschließlich der beiden Sphingen des Johanneshofes.

#### Rechnung vom 30. Juli 1733 (ein Auszug)
... Ich bin für das Karehen gebey samt Sacristei in und außwendig richtig bezahlt worden mit zweitausend Gulden, sage 2000 fl, wobei aber die hofseitige Turmfassade nicht dabei ist, diese wird nach Fertigstellung extra bezahlt werden. Bezeugt durch meine eigene Unterschrift und Siegel L. S. Franz Leopold Farmacher Steinmetzmeister in der Stadt Eggenburg
- Den Archivalien nach ergibt sich eine Reihung der wichtigeren Arbeiten, bis bei 1733 Kirche und Turm; von 1733–1735 Prälatenzimmer, Speisesaal und die Hoffassaden, die zur Hofmeisterei; 1739 Hauptstiege; 1742–1743 Bibliothek. Eine Kostbarkeit, der steinerne Tabernakel am Hochaltar wurde 1735 gemacht und versetzt.

Die Spezifikation von 1739 verrechnet u. a. das Gländter oder Pallllstradn auf dero Haubtstiegen, in der Bibliothec 7 Feilster; 1741 waren es Arbeiten an der Kirchenfassade, der Eingang zur Hauptstiege. Die 2 großen Postamente, worauf die Sphingen liegen. Die letzte Quittung ist vom 8. Juni 1745 und bezieht sich auf den großen Brunnen im Meierhof.
Das Ausmaß seiner Arbeiten im Stift Altenburg kann durch 19 Künstler- und Baurechnungen belegt werden.

### Schloss Schönbrunn
In den Jahren 1744 und 1745 arbeitete Farmacher für den Wiener Hof, besonders beim Umbau des Schlosses Schönbrunn zu Maria Theresias Sommersitz. Er nannte sich wegen seiner Mitarbeit am Lustschloss Schönbrunn „königlicher Steinmetzmeister“.
- Anmerkung: In einer Würdigungsschrift für Johann Krahuletz, herausgegeben von der Krahuletzgesellschaft in Eggenburg wird einzig Steinmetzmeister Franz Leopold Fahrmacher namentlich geehrt.

Im Dezember 1744 wurde er wegen angeblicher Majestätsbeleidigung angezeigt und in Untersuchungshaft genommen. Die Arbeiten in seiner Werkstatt durften nicht unterbrochen werden. Im Jänner erging der Regierungsbefehl, dass die Steinarbeiten von den Steinmetzen in Eggenburg und Umgebung trotz seiner Abwesenheit durchgeführt werden sollen.

#### Auswahl der Steine für Bauzwecke
Die damalige (nicht richtige, stellt der Geologe Alois Kieslinger fest) Auffassung war, der Eggenburg-Zogelsdorf Stein sei besser und wetterfester als der „hungrische“. Dies wurde 1745 zum Streitthema beim Bau von Schloss Schönbrunn. (Kaiserstein, St. Margarethener Kalksandstein usw.) Bauherrn hatten notgedrungen den exzessiven Preis zu bezahlen, der den Eggenburger Meistern einfällt. Letztlich wurden weitere Lieferungen für den Schönbrunner Schlossbau dem Eggenburger Meister Franz Leopold Farmacher übertragen.

### Pfarr- und Wallfahrtskirche Maria Dreieichen
Abt Placidus Much und Graf Philipp Josef Hoyos erbauten ab 1744 eine neue Kirche. Baumeister war Leopold Wißgrill aus Horn. Die Steinmetzarbeiten leistete Franz Leopold Farmacher von Eggenburg zum Selbstkostenpreise, dazu den Auszug eines Vertrags im Stiftsarchiv Altenburg:

„Daß ich Endes Unterschriebener und Gefertigter mich verbunden auch obligiert, all diejenige Steinmetzarbeit, welche zur Erbauung des würdigen Gotteshaus Dreyaichen erforderlich sind. 
Für alle Steinmetzarbeit ist nur das zu bezahlen, was der Lohn der Arbeitenden betragt. Ich habe ein Gelübde gemacht, zu diesem Kirchengebäude alle Steinmetzarbeit, ja allen Zeig und Gesellen umsonst zu halten und der von mir gemachten Steinmetzarbeit nicht mehrers als für glatte, gewöhnliche Steine, zu bezahlen. Mit eigener Handunterschrift und Petschaft gefertigt.“

1750 waren die Arbeiten fertiggestellt.

### Dreifaltigkeitssäule Korneuburg
Auf dem Hauptplatz der Stadt Korneuburg steht diese Dreifaltigkeitssäule aus Zogelsdorfer Sandstein. Auf einem sechseckigen Grundsockel steht die Pestsäule. Sie ist dreiseitig aufgebaut. Stiftertafel: „Gestiftet von Johann Michael Jochinger. 1747“. Darstellung der Dreifaltigkeit vom Typus Marienkrönung. Gottvater sitzt am Wolkenthron, zu seiner Rechten sein Sohn Jesus Christus mit seinem Kreuz, oberhalb der Hl. Geist in Form einer Taube. Inmitten kniet die betende Maria, die die goldene Himmelskrone überreicht bekommt. Ausgeführt hat die Säule der bekannte Eggenburger Steinmetzmeister Franz Leopold Fahrmacher.

### Galerie

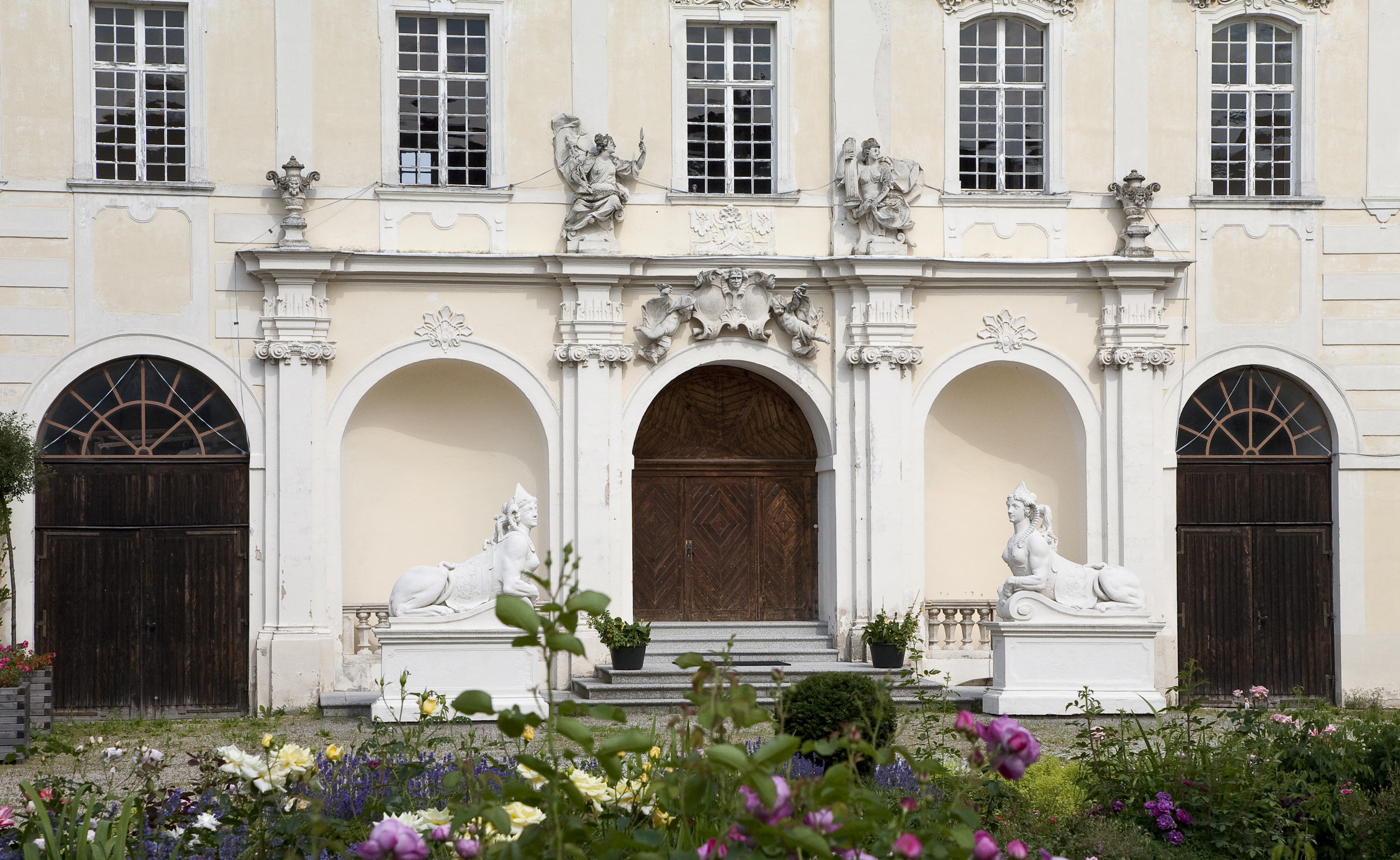
Sphingen vor Stift Altenburg
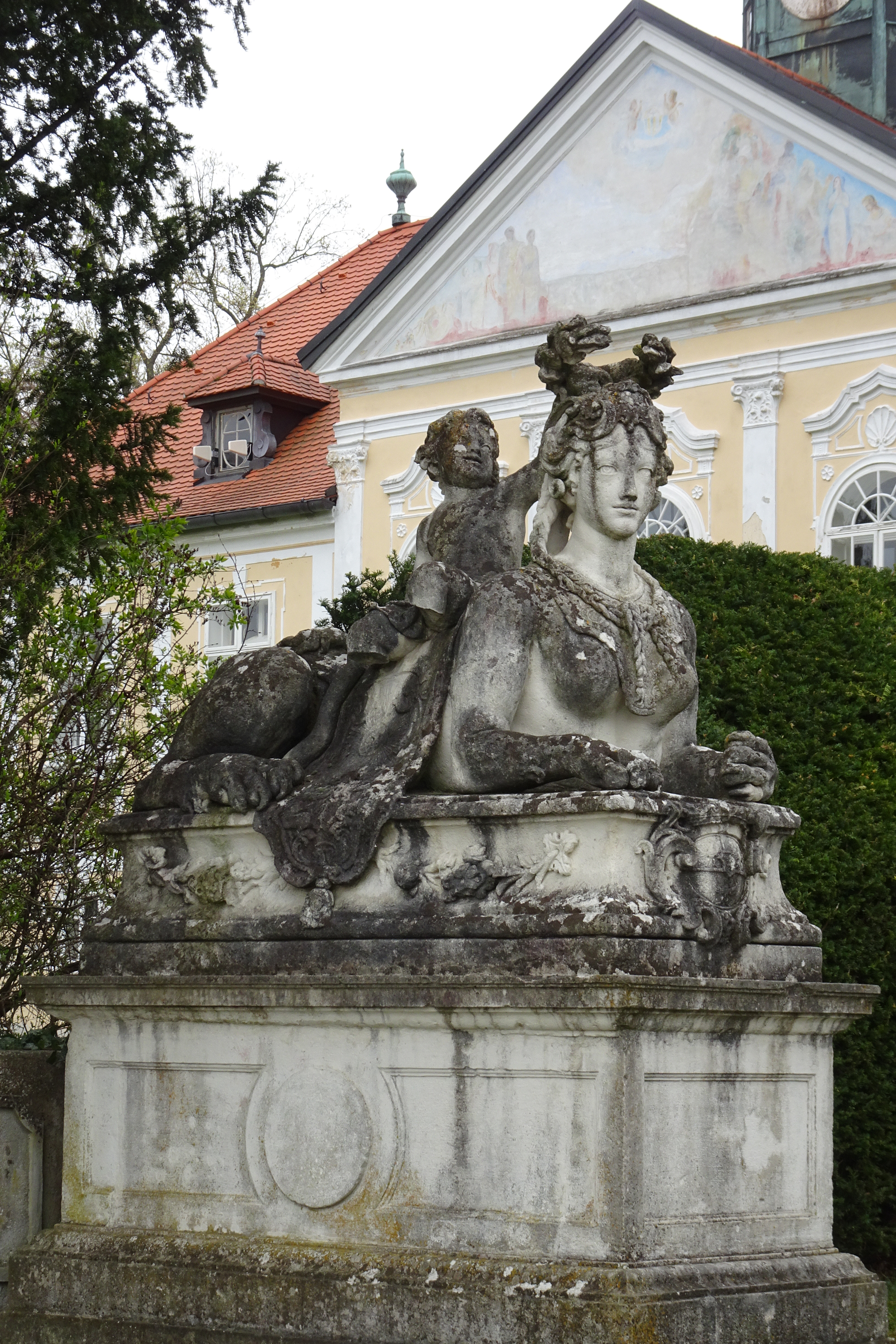
Linke Sphinx von Schloss Baumgarten (Mautern)
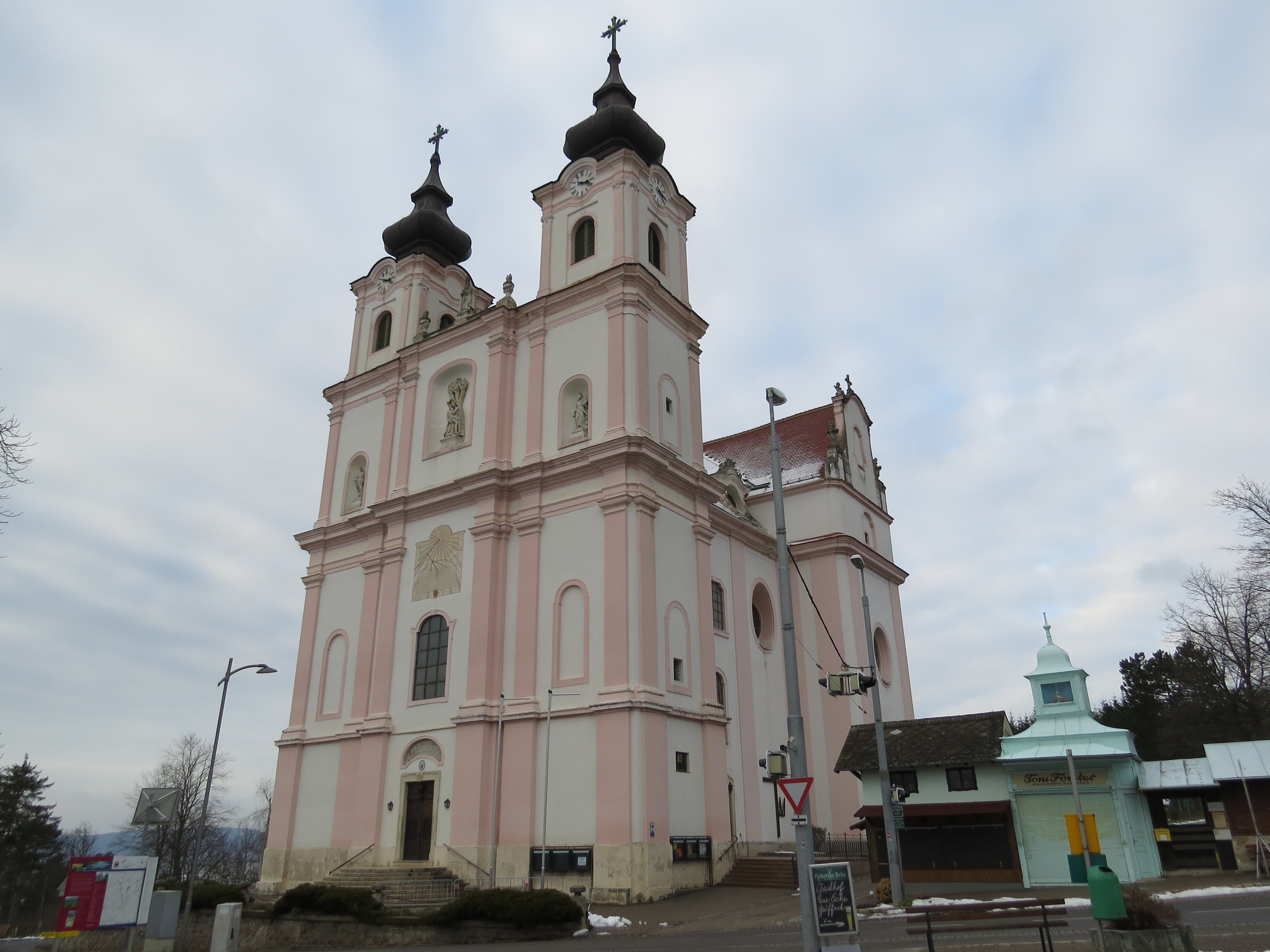
Basilika Maria Dreieichen
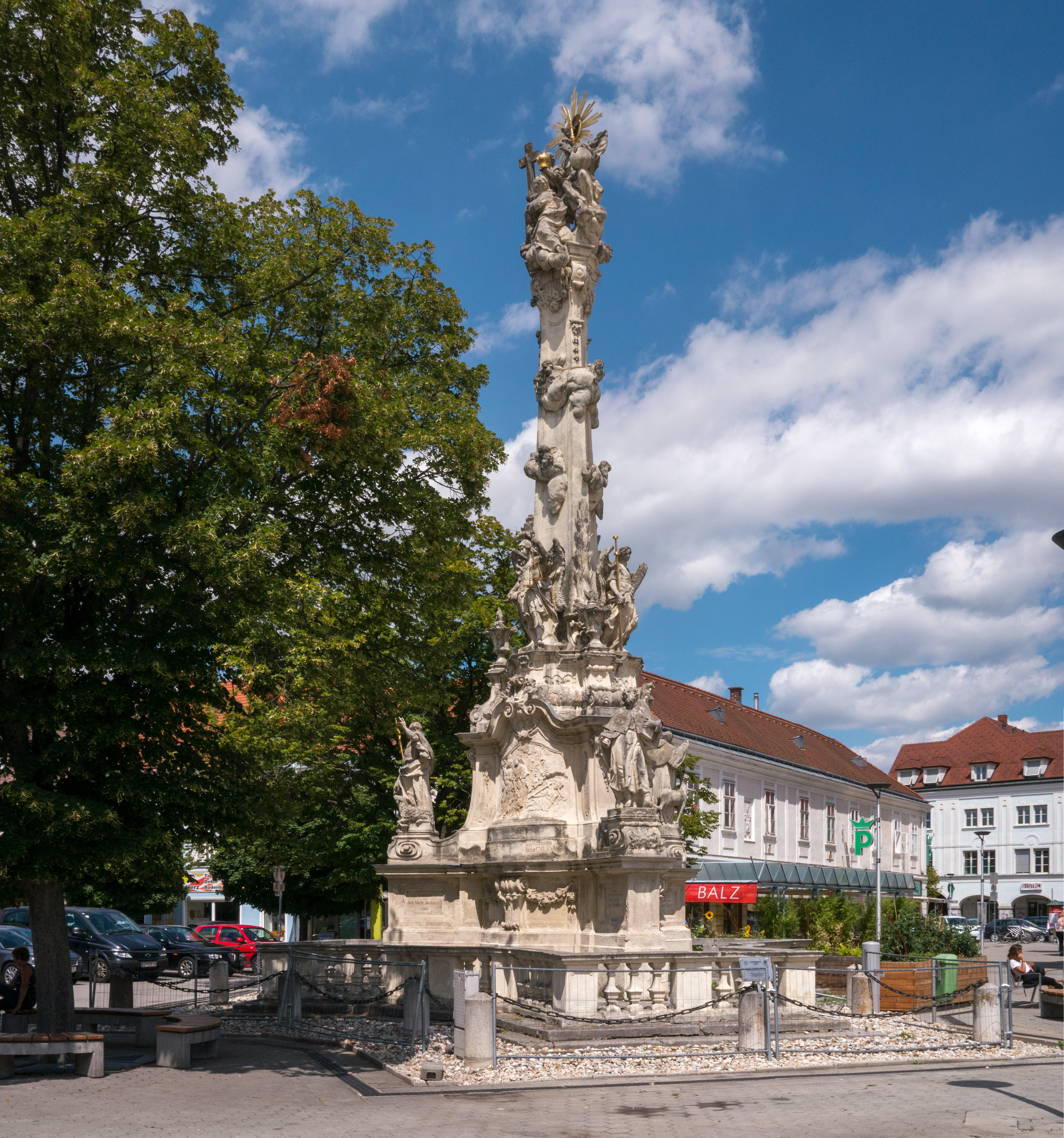
Pest-, Dreifaltigkeitssäule Korneuburg